# Commodore 1520

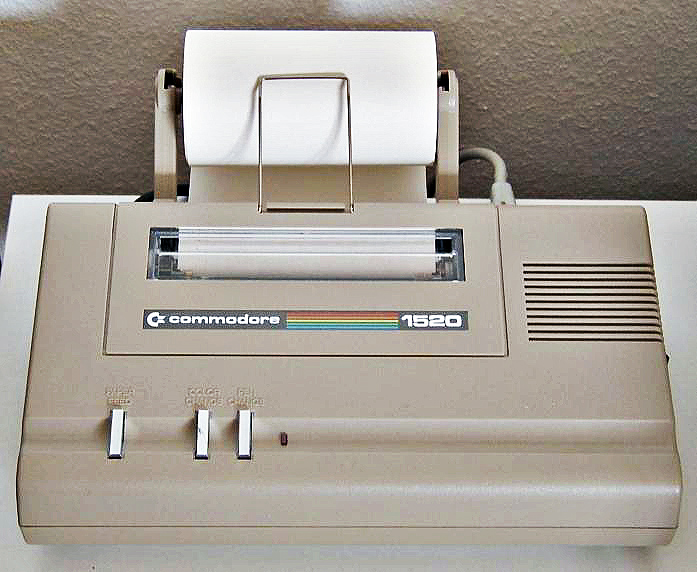
Trazador VIC-1520

El Commodore 1520, VIC-1520 o VC-1520, es un trazador gráfico que se utiliza para generar dibujos de líneas y gráficos vectoriales, comercializado por Commodore durante la década de 1980.
El dispositivo utiliza papel normal en rollo de 114 mm de ancho (96 mm imprimibles) y dibuja con cuatro bolígrafos cortos de diferentes colores, que se almacenan en un cargador revólver y presionan sobre el papel mediante un actuador electromagnético. Por esta razón se lo puede llamar trazador de bolígrafo.
Como la mayoría de los periféricos para la serie de computadoras domésticas de Commodore, el VIC-1520 también tiene su propio conjunto de comandos para controlarlo. Los comandos para el posicionamiento absoluto y relativo, el control del bolígrafo y la selección de color son una parte tan importante de los comandos como la posibilidad de tener letras y números escritos especificando los caracteres PETSCII correspondientes. Con el tipo de letra más pequeño, se pueden escribir hasta 80 caracteres por línea a una velocidad aceptable para ese momento, por lo que el trazador también era una alternativa económica a una impresora, especialmente porque la tipografía era superior a una impresora matricial de 9 pines.
Como es habitual con Commodore, está conectado al Bus IEC serie como dispositivo N.º 6. Había poco soporte de los programas de usuario, pero con los lenguajes de programación Simons Basic y Plotter Basic se tenía un conjunto extendido de instrucciones para trabajar con el trazador.
El sistema mecánico DPG1302 de Alps Electric también se utilizó en el trazador de la computadora portátil Olivetti M10, así como también (con diferentes anchos) para varios modelos de trazador de Sharp, por ejemplo, el CE-516P. Esta información puede resultar muy útil cuando se buscan nuevos bolígrafos.